# Dilipa
Dilipa là một chi bướm ngày thuộc họ Nymphalidae.